# Peregrine Poulett
Peregrine Poulett (10 décembre 1708-28 août 1752), de Hinton St. George, Somerset, est un homme politique britannique qui siège à la Chambre des communes entre 1737 et 1752.

## Biographie
Il est le deuxième fils de John Poulett (1er comte Poulett), député, et de son épouse Bridget Bertie, fille de l' hon. Peregrine Bertie de Waldershare, Kent .
Il est réélu député de Bossiney après une élection partielle disputée le 24 mai 1737. Il vote avec le gouvernement sur la convention espagnole de 1739 et le place bill en 1740. Il ne se présente pas aux élections générales britanniques de 1741, mais aux élections générales britanniques de 1747, il est désigné député de Bridgwater en tant que partisan du gouvernement par son frère aîné, Lord Poulett, à la place de son frère cadet, Vere Poulett, qui est passé à l'opposition.
Il est décédé célibataire le 28 août 1752.